# Sjöstadskapellet

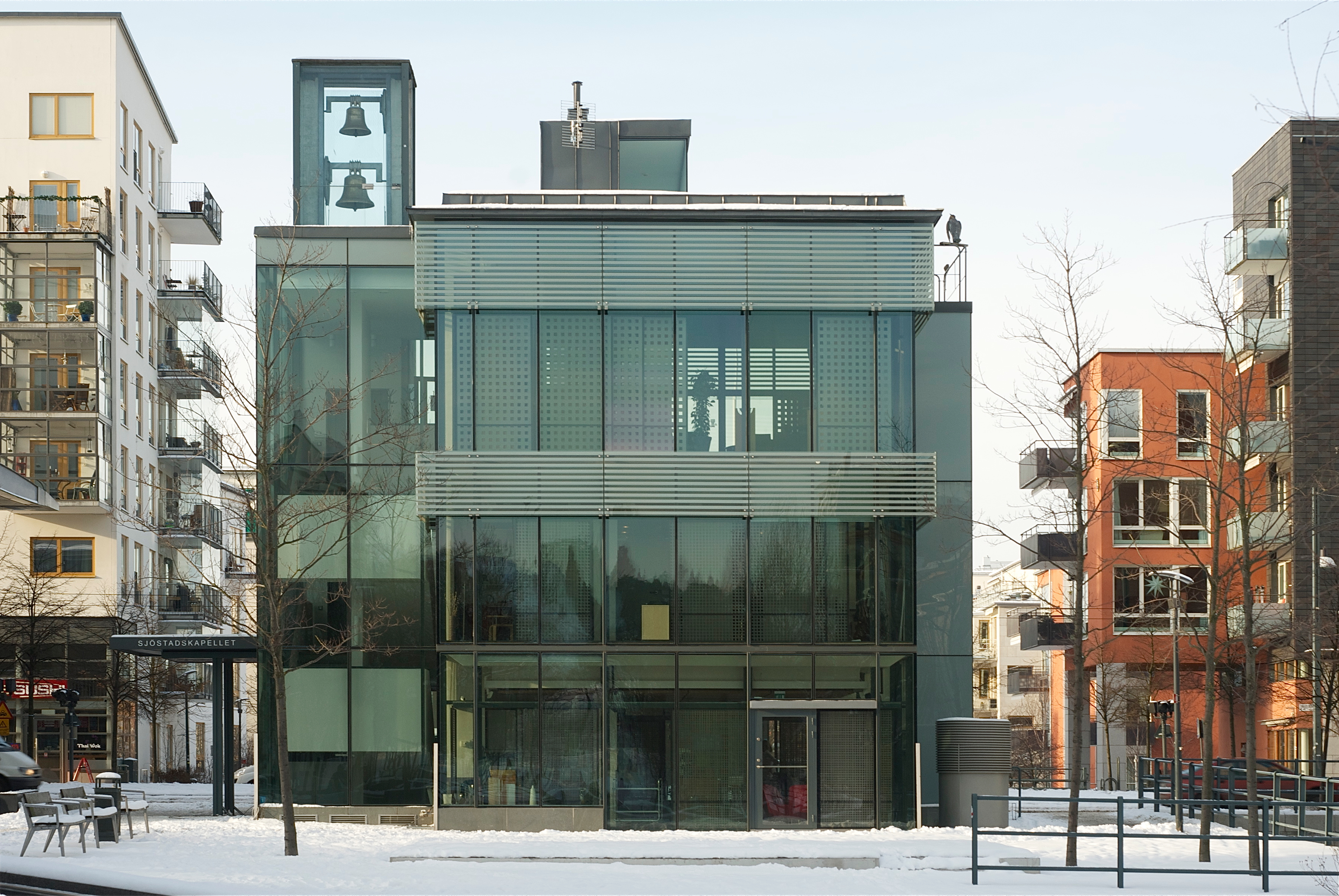
Fasad mot öster.

Sjöstadskapellet är ett kapell som tillhör Sofia församling i Stockholms stift. Kapellet ligger vid Tvärbanans station Sickla kaj i stadsdelen Södra Hammarbyhamnen (i folkmun Hammarby sjöstad) i Stockholm. 4 december 2002 invigdes kapellet av biskop Caroline Krook.

## Arkitektur
Reflex Arkitekter svarade för kapellets utformning. Kapellets ytterväggar är av glas och är ett av två glashus på varsin sida om Lugnets allé. Byggnaden har tre våningar. I översta våningen är själva kapellet inrymt. Vid husets västra hörn intill ingången står klocktornet i gråsvart sten. I tornet hänger två klockor väl synliga utifrån.
Innanför ytterväggarna av glas finns flexibla innerväggar som är skapade av konstnären Veronica Nygren. Innerväggarna består av rutmönstrad klarlackerad plåt. Dessa är skjutbara och dämpar starkt solljus och ger insynskydd.

### Webbkällor
- Oas i nybyggarland
- Wikimedia Commons har media som rör Sjöstadskapellet.